# Deutsche Skeleton-Meisterschaft 2006
Die 40. Deutsche Skeleton-Meisterschaft 2006 wurde am 7. März 2006 auf der Bob- und Rodelbahn in Winterberg ausgetragen. Es gab jeweils eine Veranstaltung für Damen und für Herren. Beide wurden in zwei Läufen ausgetragen. Als Rennleiter fungierte Gustav Born, die Jury bestand aus Wolfgang Strauß, Bundestrainer Jens Müller und Landessportwart Dieter Padberg.

## Männer
| Platz | Sportler             | Verein                        | Zeit    |
| ----- | -------------------- | ----------------------------- | ------- |
| 1     | Sebastian Haupt      | RSG Hochsauerland             | 1:54,57 |
| 2     | Frank Rommel         | TSC Zella-Mehlis              | +0,66   |
| 3     | Frank Kleber         | BSC München                   | +0,88   |
| 4     | Matthias Biedermann  | SSV Altenberg                 | +0,91   |
| 5     | Mirsad Halilovic     | WSV Königssee                 | +1,20   |
| 6     | Wolfram Lösch        | RC Ilmenau                    | +2,11   |
| 7     | David Ludwig         | BSR Oberhof                   | +3,38   |
| 8     | Patrick Schürer      | WSC Erzgebirge Oberwiesenthal | +3,92   |
| 9     | Robin Marschner      | SSV Altenberg                 | +4,19   |
| 10    | Christoph Giesenberg | WSV Königssee                 | +4,21   |

Am Start waren insgesamt 25 Teilnehmer. Erwartungsgemäß fuhren alle fünf gestarteten Mitglieder des Nationalkaders auf die ersten fünf Plätze. Florian Grassl, im Vorjahr Dritter und Meister von 2004 war nicht am Start. Überlegener Meister wurde erstmals Sebastian Haupt mit Bestzeiten in beiden Läufen.

## Frauen
| Platz | Sportler         | Verein            | Zeit    |
| ----- | ---------------- | ----------------- | ------- |
| 1     | Kerstin Jürgens  | RSG Hochsauerland | 1:57,14 |
| 2     | Anja Huber       | RC Berchtesgaden  | +0,80   |
| 3     | Kati Klinzing    | BSR Oberhof       | +0,90   |
| 4     | Steffi Jacob     | WSV Königssee     | +0,94   |
| 5     | Julia Eichhorn   | BSR Oberhof       | +0,96   |
| 6     | Sylvia Liebscher | SSV Altenberg     | +1,12   |
| 7     | Marion Trott     | BSR Oberhof       | +1,43   |
| 8     | Diana Sartor     | SSV Altenberg     | +1,75   |
| 9     | Melanie Riedl    | RC Berchtesgaden  | +1,96   |
| 10    | Kathleen Lorenz  | BSR Oberhof       | +2,43   |

Am Start waren insgesamt 24 Teilnehmerinnen, Nationalmannschaftsmitglied Monique Riekewald, Meisterin von 2001, trat nicht an. Kerstin Jürgens wurde zum zweiten Mal nach 2004 Deutsche Meisterin, Anja Huber wurde bei ihrem ersten Start bei Deutschen meisterschaften sofort Vizemeisterin. Überraschende Dritte wurde Kati Klinzing. Rekordmeisterin Steffi Jacob und Diana Sartor traten letztmals bei nationalen Meisterschaften an und beendeten nach der Olympiasaison ihre Karrieren.